# Liste der Kulturgüter in Glarus Süd
Die Liste der Kulturgüter in Glarus Süd enthält alle Objekte in der Gemeinde Glarus Süd im Kanton Glarus, die gemäss der Haager Konvention zum Schutz von Kulturgut bei bewaffneten Konflikten, dem Bundesgesetz vom 20. Juni 2014 über den Schutz der Kulturgüter bei bewaffneten Konflikten sowie der Verordnung vom 29. Oktober 2014 über den Schutz der Kulturgüter bei bewaffneten Konflikten unter Schutz stehen.
Objekte der Kategorien A und B sind vollständig in der Liste enthalten, Objekte der Kategorie C fehlen zurzeit (Stand: 1. Januar 2023).

## Kulturgüter
| Foto |                                                                                                  | Objekt                                                                 | Kat. | Typ | Standort                                          | Beschreibung |
| ---- | ------------------------------------------------------------------------------------------------ | ---------------------------------------------------------------------- | ---- | --- | ------------------------------------------------- | ------------ |
| ja   | Datei hochladen · Wikidata zu Ortstockhaus (Q29479660)                                           | Ortstockhaus KGS-Nr.: 02654                                            | A    | G   | Braunwald, Ortsstockhaus 1 717083 / 200819        |              |
| BW   | Datei hochladen · Wikidata zu Haus Sunnezyt (Q29479659)                                          | Haus Sunnezyt KGS-Nr.: 02655                                           | A    | G   | Luchsingen, Hauptstrasse 18 721048 / 201009       |              |
| ja   | Datei hochladen · Wikidata zu Grosshaus (Q1547530)                                               | Grosshaus KGS-Nr.: 02661                                               | A    | G   | Elm, Dorf 50 732050 / 197936                      |              |
| ja   | Datei hochladen · Wikidata zu Zentnerhaus (Q189907)                                              | Zentnerhaus KGS-Nr.: 02662                                             | A    | G   | Elm, Dorf 56 732009 / 197897                      |              |
| ja   | Datei hochladen · Wikidata zu Suworowhaus (Q2370084)                                             | Suworowhaus KGS-Nr.: 02669                                             | A    | G   | Elm, Dorf 38 732073 / 197992                      |              |
| ja   | Datei hochladen · Wikidata zu Spinnerei Daniel Jenny & Co. (mit Dampfmaschine) (Q29479662)       | Spinnerei Daniel Jenny & Co. (mit Dampfmaschine) KGS-Nr.: 02725        | A    | G   | Haslen, Bahnhofstrasse 9a 723350 / 204999         |              |
| ja   | Datei hochladen · Wikidata zu Pantenbrücke (Q2049850)                                            | Pantenbrücke KGS-Nr.: 02729                                            | A    | G   | Linthal 717650 / 192019                           |              |
| ja   | Datei hochladen · Wikidata zu Brummbachhaus (Q29479658)                                          | Brummbachhaus KGS-Nr.: 02740                                           | A    | G   | Matt, Brummbach 36 731791 / 201823                |              |
| ja   | Datei hochladen · Wikidata zu Schiffmeisterhaus (Schönenbergerhaus) (Q29479661)                  | Schiffmeisterhaus (Schönenbergerhaus) KGS-Nr.: 02742                   | A    | G   | Mitlödi, Rain 3 724657 / 207876                   |              |
| BW   | Datei hochladen · Wikidata zu Naturwissenschaftliche Sammlungen (Glarus) (Q27481309)             | Naturwissenschaftliche Sammlungen des Kantons Glarus KGS-Nr.: 08597    | A    | S   | Engi, Bergen 730340 / 205288                      |              |
| BW   | Datei hochladen · Wikidata zu Glarner Wirtschaftsarchiv (Q27481306)                              | Glarner Wirtschaftsarchiv KGS-Nr.: 08598                               | A    | S   | Schwanden, Mühleareal 21 724691 / 206089          |              |
| BW   | Datei hochladen · Wikidata zu Bergeten, mittelalterliche Alpwüstung (Q29479657)                  | Bergeten, mittelalterliche Alpwüstung KGS-Nr.: 09608                   | A    | F   | Braunwald 716500 / 200189                         |              |
| ja   | Datei hochladen · Wikidata zu Stegguthaus (Q29479663)                                            | Stegguthaus KGS-Nr.: 11741                                             | A    | G   | Matt, Brummbach 2–4 731757 / 201747               |              |
| ja   | Datei hochladen · Wikidata zu Kirche Betschwanden (Q1313220)                                     | Reformierte Kirche Betschwanden KGS-Nr.: 02649                         | B    | G   | Betschwanden, Bahnhofstrasse 1a 720751 / 200590   |              |
| ja   | Datei hochladen · Wikidata zu Dorfschulhaus (19. Jh.) (Q29784382)                                | Dorfschulhaus KGS-Nr.: 02657                                           | B    | G   | Diesbach, Hauptstrasse 22 721227 / 201227         |              |
| ja   | Datei hochladen · Wikidata zu Thomas-Legler-Haus (Q27481317)                                     | Thomas Legler-Haus KGS-Nr.: 02658                                      | B    | G   | Diesbach, Dornhaus 2 721026 / 200989              |              |
| BW   | Datei hochladen · Wikidata zu Villa Breitenstein (1895) mit Gartenhaus (Q29784452)               | Villa Breitenstein mit Gartenhaus KGS-Nr.: 02659                       | B    | G   | Luchsingen, Hauptstrasse 49 (49a) 721086 / 200940 |              |
| BW   | Datei hochladen · Wikidata zu Alpine Wüstung auf Empächli (Q29784358)                            | Empächli, mittelalterliche Alpwüstung KGS-Nr.: 02663                   | B    | F   | Elm 729051 / 198850                               |              |
| ja   | Datei hochladen · Wikidata zu Haus Schneider (ehem. Wohnturm) (Q29784392)                        | Haus Schneider (ehemaliger Wohnturm) KGS-Nr.: 02664                    | B    | G   | Elm, Sandgasse 7–9 732071 / 197810                |              |
| ja   | Datei hochladen · Wikidata zu Reformierte Kirche Elm (Q29784413)                                 | Reformierte Kirche Elm KGS-Nr.: 02665                                  | B    | G   | Elm, Dorf 57 732031 / 197850                      |              |
| ja   | Datei hochladen · Wikidata zu Reformiertes Pfarrhaus Elm (Q29784418)                             | Reformiertes Pfarrhaus Elm KGS-Nr.: 02666                              | B    | G   | Elm, Dorf 55 732032 / 197883                      |              |
| ja   | Datei hochladen · Wikidata zu Historisches Inventar der Schiefertafelfabrik (Museum) (Q27481312) | Historisches Inventar der Schiefertafelfabrik KGS-Nr.: 02667           | B    | S   | Elm, Sandgasse 13 732082 / 197751                 |              |
| ja   | Datei hochladen · Wikidata zu Steinibach, älteres Fritigenhaus (Q29784430)                       | Steinibach, älteres Fritigenhaus KGS-Nr.: 02668                        | B    | G   | Elm, Fritigen 2/3 730127 / 196721                 |              |
| ja   | Datei hochladen · Wikidata zu Bergwerk Landesplattenberg (Q29784362)                             | Landesplattenberg, neuzeitliches Bergwerk KGS-Nr.: 02671               | B    | F   | Engi, Erlen 1a 730594 / 203656                    |              |
| ja   | Datei hochladen · Wikidata zu Steinbrücke über den Sernf (um 1600) (Q29784427)                   | Steinbrücke über den Sernf KGS-Nr.: 02672                              | B    | G   | Engi 729409 / 205444                              |              |
| ja   | Datei hochladen · Wikidata zu Villa Bergen (Q29784444)                                           | Villa Bergen KGS-Nr.: 02673                                            | B    | G   | Engi, Allmeindstrasse 58 730271 / 205150          |              |
| BW   | Datei hochladen · Wikidata zu Stüssihaus in Zusingen (Q29784434)                                 | Stüssihaus in Zusingen KGS-Nr.: 02726                                  | B    | G   | Haslen, Alpweg 1 723841 / 205425                  |              |
| BW   | Datei hochladen · Wikidata zu Gartenpavillon der Villa Rosenau (Q29784390)                       | Gartenpavillon der Villa Rosenau KGS-Nr.: 02727                        | B    | G   | Luchsingen, Hauptstrasse 41b 721507 / 202218      |              |
| BW   | Datei hochladen · Wikidata zu Villa Berghalde (Q29784445)                                        | Villa Berghalde KGS-Nr.: 02728                                         | B    | G   | Hätzingen, Hauptstrasse 73 721413 / 202115        |              |
| ja   | Datei hochladen · Wikidata zu Grünhornhütte (Q1552257)                                           | Grünhornhütte KGS-Nr.: 02730                                           | B    | G   | Linthal, Grünhorn 2 714688 / 185465               |              |
| ja   | Datei hochladen · Wikidata zu katholische Kirche (Linthal) (Q29784408)                           | Katholische Kirche mit Pfarrhaus KGS-Nr.: 02732                        | B    | G   | Linthal, Seggenstrasse 1a 719091 / 198235         |              |
| ja   | Datei hochladen · Wikidata zu Kirche Linthal (Q1742608)                                          | Reformierte Kirche Linthal KGS-Nr.: 02734                              | B    | G   | Linthal, Dorfstrasse 15a 718631 / 197390          |              |
| ja   | Datei hochladen · Wikidata zu Turm der ehemaligen katholischen Kirche (Q29784439)                | Turm der ehemaligen Katholischen Kirche KGS-Nr.: 02735                 | B    | G   | Linthal, Hauptstrasse 41a 719018 / 197584         |              |
| ja   | Datei hochladen · Wikidata zu Fabrikantenvilla Hof mit Gartenhaus und Scheune (Q29784387)        | Fabrikantenvilla Hof mit Gartenhaus und Scheune KGS-Nr.: 02737         | B    | G   | Luchsingen, Hauptstrasse 78 721629 / 202727       |              |
| ja   | Datei hochladen · Wikidata zu Villa Halunenstein mit östlichem Nebengebäude (Q29784488)          | Villa Halunenstein mit östlichem Nebengebäude KGS-Nr.: 02738           | B    | G   | Luchsingen, Achern 5 721480 / 202823              |              |
| ja   | Datei hochladen · Wikidata zu Chrauchhaus (Q29784381)                                            | Chrauchhaus KGS-Nr.: 02739                                             | B    | G   | Matt, Krauch 8 732061 / 202328                    |              |
| ja   | Datei hochladen · Wikidata zu Reformierte Kirche Matt (Q20012519)                                | Reformierte Kirche KGS-Nr.: 02741                                      | B    | G   | Matt, Dorfstrasse 16 731771 / 202810              |              |
| ja   | Datei hochladen · Wikidata zu Burgruine Sola (Q29784380)                                         | Burgruine Sola KGS-Nr.: 02743                                          | B    | F   | Mitlödi 725421 / 207530                           |              |
| ja   | Datei hochladen · Wikidata zu altes Schulhaus (1830) (Q29784361)                                 | Altes Schulhaus KGS-Nr.: 02745                                         | B    | F   | Mitlödi, Oberdorf 11 724678 / 207842              |              |
| ja   | Datei hochladen · Wikidata zu Seidendruckerei (1858, 1880, 1920) (Q29784422)                     | Seidendruckerei KGS-Nr.: 02746                                         | B    | G   | Mitlödi, Fabrikstrasse 1 724986 / 207821          |              |
| ja   | Datei hochladen · Wikidata zu Villa untere Fuhr (um 1850) (Q29784489)                            | Villa untere Fuhr KGS-Nr.: 02747                                       | B    | G   | Mitlödi, Hauptstrasse 32 724879 / 208011          |              |
| BW   | Datei hochladen · Wikidata zu Villa Waldegg (Q29784491)                                          | Villa Waldegg KGS-Nr.: 02748                                           | B    | G   | Mitlödi, Soolerstrasse 20 725001 / 207650         |              |
| ja   | Datei hochladen · Wikidata zu Weisse Villa (Q29784493)                                           | Weisse Villa KGS-Nr.: 02749                                            | B    | G   | Mitlödi, Hauptstrasse 6 724759 / 207723           |              |
| BW   | Datei hochladen · Wikidata zu Blumerhaus I, sog. Hoschethaus (Q29784364)                         | Blumerhaus I, sog. «Hoschethaus» KGS-Nr.: 02792                        | B    | G   | Haslen, Hoschet 6 722997 / 205149                 |              |
| BW   | Datei hochladen · Wikidata zu Blumerhaus III (bergseits der Landstrasse) (Q29784367)             | Blumerhaus III (bergseits der Landstrasse) KGS-Nr.: 02793              | B    | G   | Haslen, Hauptstrasse 38–40 722940 / 205210        |              |
| BW   | Datei hochladen · Wikidata zu Häusergruppe im Aecherli (Q29784403)                               | Häusergruppe im Aecherli KGS-Nr.: 02794                                | B    | G   | Haslen, Aecherli 3–17 722801 / 205070             |              |
| ja   | Datei hochladen · Wikidata zu 2 Bauernhäuser im Marglen (Q29784356)                              | Zwei Bauernhäuser im Marglen KGS-Nr.: 02804                            | B    | G   | Rüti, Marglen 1/2 720330 / 200215                 |              |
| ja   | Datei hochladen · Wikidata zu Spielhof (Q29784423)                                               | Spielhof KGS-Nr.: 02805                                                | B    | G   | Rüti, Dorfstrasse 24–26 720077 / 199624           |              |
| ja   | Datei hochladen · Wikidata zu Steinbogenbrücke (Q29784424)                                       | Steinbogenbrücke KGS-Nr.: 02806                                        | B    | G   | Rüti, Scheidgasse 719951 / 199580                 |              |
| ja   | Datei hochladen · Wikidata zu Blumerhaus II, Oberes Blumerhaus (Q29784366)                       | Blumerhaus II, oberes Blumerhaus KGS-Nr.: 02807                        | B    | G   | Schwanden, Thon 6 723793 / 206289                 |              |
| BW   | Datei hochladen · Wikidata zu Blumerhaus IX, Rufihaus (Q29784370)                                | Blumerhaus IX, Rufihaus KGS-Nr.: 02808                                 | B    | G   | Schwanden, Thon 1 723934 / 206235                 |              |
| ja   | Datei hochladen · Wikidata zu Blumerhaus V, Unteres Blumerhaus (Q29784371)                       | Blumerhaus V, unteres Blumerhaus KGS-Nr.: 02809                        | B    | G   | Schwanden, Thon 3/4 723861 / 206290               |              |
| ja   | Datei hochladen · Wikidata zu Blumerhaus VI, heutiges reformiertes Pfarrhaus (Q29784372)         | Blumerhaus VI, heutiges reformiertes Pfarrhaus KGS-Nr.: 02810          | B    | G   | Schwanden, Abläsch 4 724401 / 206220              |              |
| ja   | Datei hochladen · Wikidata zu Blumerhaus VII, Güetli (Q29784375)                                 | Blumerhaus VII, Güetli KGS-Nr.: 02811                                  | B    | G   | Schwanden, Thonerstrasse 91 724121 / 206180       |              |
| ja   | Datei hochladen · Wikidata zu Blumerhaus VIII, Haus Rudolf Jenny (Q29784376)                     | Blumerhaus VIII, Haus Rudolf Jenny KGS-Nr.: 02812                      | B    | G   | Schwanden, Im Thon 2 723871 / 206210              |              |
| BW   | Datei hochladen · Wikidata zu Benzingen, mittelalterliche Burgstelle (Q29784377)                 | Benzingen, mittelalterliche Burgstelle KGS-Nr.: 02813                  | B    | G   | Schwanden 724451 / 206760                         |              |
| ja   | Datei hochladen · Wikidata zu Ehemalige Stoffdruckerei und Hänggiturm Blumer & Co. (Q29784385)   | Ehemalige Stoffdruckerei und Hänggiturm Blumer & Co. KGS-Nr.: 02815    | B    | G   | Schwanden, Mühlestrasse 21 724691 / 206065        |              |
| ja   | Datei hochladen · Wikidata zu Häusergruppe an der Wühre, Hänggiturm (Q29784397)                  | Häusergruppe an der Wühre, Hänggiturm KGS-Nr.: 02816                   | B    | G   | Schwanden, Plattenaustrasse 18 724535 / 206004    |              |
| ja   | Datei hochladen · Wikidata zu Holzhaus bei der reformierten Kirche (Q29784404)                   | Holzhaus bei der reformierten Kirche KGS-Nr.: 02817                    | B    | G   | Schwanden, Abläsch 5 724444 / 206257              |              |
| ja   | Datei hochladen · Wikidata zu Pulverturm (Q29784409)                                             | Pulverturm KGS-Nr.: 02818                                              | B    | G   | Schwanden, Beim Pulverturm 1a 724093 / 206063     |              |
| ja   | Datei hochladen · Wikidata zu Reformierte Kirche (Q29784417)                                     | Reformierte Kirche KGS-Nr.: 02819                                      | B    | G   | Schwanden, Hauptstrasse 35 724438 / 206202        |              |
| ja   | Datei hochladen · Wikidata zu Turrehaus (Q29784440)                                              | Turehaus KGS-Nr.: 02820                                                | B    | G   | Schwanden, Thon 15, 15a 723771 / 206340           |              |
| BW   | Datei hochladen · Wikidata zu Fuggtäli, mittelalterliche Alpwüstung (Q29784388)                  | Fuggtäli, mittelalterliche Alpwüstung KGS-Nr.: 09610                   | B    | F   | Matt 734266 / 205795                              |              |
| ja   | Datei hochladen · Wikidata zu Steinibach, jüngeres Fritigenhaus (Q29784428)                      | Steinibach, jüngeres Fritigenhaus KGS-Nr.: 14933                       | B    | G   | Elm, Fritigen 4/5 730146 / 196729                 |              |
| BW   | Datei hochladen · Wikidata zu Steinibach, Oberhaus (Q29784433)                                   | Steinibach, Oberhaus KGS-Nr.: 14934                                    | B    | G   | Elm, Oberhaus 3 729784 / 196619                   |              |
| ja   | Datei hochladen · Wikidata zu Reformierte Kirche Mitlödi (Q15125948)                             | Reformierte Kirche Mitlödi KGS-Nr.: 14935                              | B    | G   | Mitlödi, Oberdorf 2a 724735 / 207906              |              |
| ja   | Datei hochladen · Wikidata zu Häusergruppe an der Wühre, Haus Tschudi (Q29784401)                | Häusergruppe an der Wühre, Haus Tschudi KGS-Nr.: 14936                 | B    | G   | Schwanden, Plattenaustrasse 8/8a 724509 / 206008  |              |
| ja   | Datei hochladen · Wikidata zu Häusergruppe an der Wühre, Haus Streiff (Q29784398)                | Häusergruppe an der Wühre, Haus Streiff KGS-Nr.: 14937                 | B    | G   | Schwanden, Plattenaustrasse 16 724530 / 206003    |              |
| ja   | Datei hochladen · Wikidata zu Häusergruppe an der Wühre, Haus (Q29784393)                        | Häusergruppe an der Wühre, Haus KGS-Nr.: 14938                         | B    | G   | Schwanden, Plattenaustrasse 14 724522 / 206010    |              |
| BW   | Datei hochladen · Wikidata zu Häusergruppe an der Wühre, Haus (Q29784395)                        | Häusergruppe an der Wühre, Haus KGS-Nr.: 14939                         | B    | G   | Schwanden, Plattenaustrasse 18a 724546 / 206002   |              |
| ja   | Datei hochladen                                                                                  | Hänggiturm im Farbrikareal Trümpy / Schaeppi Ennetlinth KGS-Nr.: 16424 | B    | G   | Mitlödi, Fabrikstrasse 10 725064 / 207818         |              |